# Leon Rippy
Leon Rippy (Rock Hill, 30 ottobre 1949) è un attore statunitense.

## Biografia
Nato a Rock Hill, nella Carolina del Sud, muove i primi passi nel teatro, fondando due compagnie teatrali prima di approdare al cinema nel 1983 affermandosi negli anni come caratterista molto richiesto anche in numerose serie televisive. In particolare si ricorda la continuativa partecipazione alle pellicole di Roland Emmerich (7 film). 

## Filmografia parziale

### Cinema
- Fenomeni paranormali incontrollabili (Firestarter), regia di Mark L. Lester (1984)
- Il colore viola (The Color Purple), regia di Steven Spielberg (1985)
- Brivido (Maximum Overdrive), regia di Stephen King (1986)
- Codice Magnum (Raw Deal), regia di John Irvin (1986)
- Born to Race, regia di James Fargo (1988)
- Mille pezzi di un delirio (Track 29), regia di Nicholas Roeg (1988)
- The Hot Spot - Il posto caldo (The Hot Spot), regia di Dennis Hopper (1990)
- Moon 44 - Attacco alla fortezza, regia di Roland Emmerich (1990)
- Young Guns II - La leggenda di Billy the Kid (Young Guns II), regia di Geoff Murphy (1990)
- Nell'occhio del ciclone (Eye of the Storm), regia di Yuri Zeltser (1991)
- I nuovi eroi (Universal Soldier), regia di Roland Emmerich (1992)
- Poliziotto in blue jeans (Kuffs), regia di Bruce A. Evans (1992)
- Stargate, regia di Roland Emmerich (1994)
- Mezzanotte nel giardino del bene e del male (Midnight in the Garden of Good and Evil), regia di Clint Eastwood (1997)
- Il tredicesimo piano (The Thirteenth Floor), regia di Josef Rusnak (1999)
- Il patriota (The Patriot), regia di Roland Emmerich (2000)
- Arac Attack - Mostri a otto zampe (Eight Legged Freaks), regia di Ellory Elkayem (2002)
- The Life of David Gale, regia di Alan Parker (2003)
- Alamo - Gli ultimi eroi (The Alamo) regia di John Lee Hancock (2004)
- La gang di Gridiron (Gridiron Gang), regia di Phil Joanou (2005)
- The Lone Ranger, regia di Gore Verbinski (2013)

### Televisione
- Chiefs - miniserie TV, (1983)
- Star Trek: The Next Generation - serie TV, episodio 1x25 (1988)
- In viaggio nel tempo (Quantum Leap) – serie TV, un episodio (1990)
- Walker Texas Ranger - serie TV, episodi 1x03-5x19-9x23-9x24 (1993-2001)
- The Visitor - serie TV, 13 episodi (1997-1998)
- Six Feet Under - serie TV, episodio 3x08 (2003)
- Deadwood - serie TV, 36 episodi (2004-2006)
- Saving Grace - serie TV, 46 episodi (2007-2010)
- Leverage - Consulenze illegali (Leverage) - serie TV, 5 episodi (2011-2012)
- Alcatraz - serie TV, 12 episodi (2012)
- Under the Dome - serie TV, 5 episodi (2013)
- Rectify - serie TV, episodi 2x05-2x06 (2014)
- 22.11.63 - serie TV, episodi 1x01-1x08 (2016)
- The Blacklist - serie TV, 4 episodi (2016-2017)
- Deadwood - Il film (Deadwood: The Movie), regia di Daniel Minahan – film TV (2019)

## Doppiatori italiani
Nelle versioni in italiano delle opere in cui ha recitato, Leon Rippy è stato doppiato da:
- Dario De Grassi in Moon 44 - Attacco alla fortezza, Deadwood (st. 1-2)
- Alessandro Rossi in Poliziotto in blue jeans, Stargate
- Michele Kalamera in Arac Attack - Mostri a otto zampe, Leverage - Consulenze illegale
- Pietro Biondi in The Life of David Gale, 22.11.63
- Gerolamo Alchieri in Deadwood (st. 3), Deadwood - Il film
- Guido Cerniglia ne Il colore viola
- Glauco Onorato in Mille pezzi di un delirio
- Vittorio Amandola in Young Guns II - La leggenda di Billy the Kid
- Stefano De Sando in In viaggio nel tempo
- Nino Prester in Nell'occhio del ciclone
- Dario Penne ne I nuovi eroi
- Gil Baroni in The Visitor
- Carlo Marini in Alamo - Gli ultimi eroi
- Rodolfo Bianchi in Saving Grace
- Bruno Alessandro in Alcatraz
- Domenico Maugeri in The Lone Ranger
- Renzo Stacchi in Under the Dome
- Mario Bombardieri in Rectify
- Marco Mete ne I nuovi eroi (ridoppiaggio)